# تراکت (رساله)
تراکت (به انگلیسی: Tractate) یک اثر مکتوب است که به‌طور رسمی و منظم به یک موضوع می‌پردازد. این کلمه از لاتین tractatus به معنای رساله گرفته شده‌است.
یکی از مصادیق استفاده از آن در استناد به بخشی از تلمود است که اصطلاح ماسخت (מסכת همراه با نام موضوع استفاده می‌شود، به عنوان مثال، Masekhet Berakhoth، که مربوط به کشاورزی و نعمت است.
دو نمونه دیگر عبارتند از رساله الهی سیاسی (اسپینوزا) ۱۶۷۰ و ۱۹۷۶ توسط باروخ اسپینوزا و رساله منطقی-فلسفی در سال ۱۹۲۱ توسط لودویگ ویتگنشتاین.